# Copper Canyon
|  | Aquest article tracta sobre la localitat texana. Si cerqueu el film, vegeu «La vall del coure». |

Copper Canyon és una població del comtat de Denton a l'estat de Texas. Segons el cens del 2000 tenia 1.216 habitants.

## Demografia
Segons el cens del 2000, Copper Canyon tenia 1.216 habitants, 407 habitatges, i 354 famílies. La densitat de població era de 105,5 habitants/km².
Dels 407 habitatges en un 42,3% hi vivien nens de menys de 18 anys, en un 81,3% hi vivien parelles casades, en un 4,2% dones solteres, i en un 12,8% no eren unitats familiars. En el 9,3% dels habitatges hi vivien persones soles el 2,7% de les quals corresponia a persones de 65 anys o més que vivien soles. El nombre mitjà de persones vivint en cada habitatge era de 2,99 i el nombre mitjà de persones que vivien en cada família era de 3,2.
Per edats la població es repartia de la següent manera: un 28,1% tenia menys de 18 anys, un 6,3% entre 18 i 24, un 27,5% entre 25 i 44, un 31,4% de 45 a 60 i un 6,7% 65 anys o més.
L'edat mediana era de 40 anys. Per cada 100 dones de 18 o més anys hi havia 106,6 homes.
La renda mediana per habitatge era de 96.745 $ i la renda mediana per família de 96.524 $. Els homes tenien una renda mediana de 72.321 $ mentre que les dones 37.417 $. La renda per capita de la població era de 36.827 $. Aproximadament el 2,3% de les famílies i el 2,1% de la població estaven per davall del llindar de pobresa.

## Poblacions properes
El següent diagrama mostra les poblacions més properes.